# Chlorophlaeoba tonkinensis
Chlorophlaeoba tonkinensis är en insektsart som beskrevs av Willy Adolf Theodor Ramme 1941. Chlorophlaeoba tonkinensis ingår i släktet Chlorophlaeoba och familjen gräshoppor.

## Underarter
Arten delas in i följande underarter:
- C. t. tonkinensis
- C. t. siamensis